# سيليرون
سيليرون (بالإنجليزية: Celeron)‏ فإن العلامة التجارية هي مجموعة من وحدات المعالجة المركزية من إنتل x86 تستهدف الميزانية قيمتها بين الحواسيب الشخصية مع شعار «توفير نوعية كبيرة في قيمة استثنائية».
المعالجات من الطراز سيليرون (Celeron) تعمل على تشغيل كافة البرامج ولكن بكفاءة اقل أو بسرعة ابطئ من المعالجات من طراز بنتيوم والسبب هو قيمة الذاكرة الداخلية (داخل المعالج نفسه) تكون اقل وهي ذاكرة الكاش ميموري (ذاكرة مخبأة)ذاكرة التخزين المؤقت وهي تختلف عن ذاكرة النظام رام. وغالبًا ما تحتوي على ذاكرة تخزين مؤقت أقل أو ميزات متقدمة معطلة عمدًا، مع تأثير متغير على الأداء. في حين أن بعض تصميمات سيليرون حققت أداءً قويًا لفئتها، فقد أظهرت غالبية خط سيليرون أداءً متدهورًا بشكل ملحوظ. لذلك يكون فرق في السعر يؤدي بفرق في الاداء فرق ملحوظ عند تطبيقات الألعاب ذات الرسوم ثلاثية الابعاد وبرامج الرسوم والتصاميم وتحرير الافلام أو استخدام كاميرا الويب. بينما لا يلاحظ الفرق في السرعة عند استخدام البرامج المكتبية مثل الوورد والجداول الحسابية وقواعد البيانات البسيطة.
سيليرون وجد ليكون في السوق ليلبي احتياجات المستخدمين ذو الاحتياجات البسيطة والسرعات البطيئة في التطبيقات وتكاليف قليلة لمواجهة الشركات مثل أي ام دي وشركة زركس وشركة ون تشب.
وعرض في نيسان / أبريل 1998 (2)، أول وحدة المعالجة المركزية وصفت Celeron يقوم على بنتيوم 2 وصفته الأساسية. ووصف وحدات المعالجة المركزية اللاحقة Celeron استندت بنتيوم الثالث وبنتيوم 4 وبنتيوم م، 2 والأساسية الثنائي ووصف المعالجات. أحدث تصميم Celeron (اعتبارا من كانون الثاني / يناير 2008) على أساس الأساسية 2 الثنائي (ألينديل). هذه سمات تصميم وتجهيز النوى المستقلة (وحدات المعالجة المركزية)، ولكن فقط بمقدار 25 ٪ ذاكرة التخزين المؤقت للمقارنة حيث تقدم الأساسية 2 الثنائي.
في سبتمبر 2022، أعلنت إنتل أنه سيتم استبدال العلامة التجارية سيليرون، إلى جانب بنتيوم، بالعلامة التجارية الجديدة "معالج إنتل" للمعالجات المنخفضة الجودة في أجهزة الكمبيوتر المحمولة اعتبارًا من عام 2023 فصاعدًا. ينطبق هذا على أجهزة الكمبيوتر المكتبية التي تستخدم معالجات Celeron أيضًا، وتم إيقافها في نفس الوقت تقريبًا الذي توقفت فيه أجهزة الكمبيوتر المحمولة عن استخدام معالجات Celeron لصالح معالجات "Intel Processor" في عام 2023.

## دعم المعالج المزدوج
باعتباره معالج ميزانية، لا يدعم Celeron تكوين المعالج المزدوج باستخدام مآخذ وحدة المعالجة المركزية المتعددة، ومع ذلك فقد تم اكتشاف أنه يمكن تمكين المعالجة المتعددة على معالجات Slot 1 Celeron عن طريق توصيل دبوس موجود في قلب وحدة المعالجة المركزية بجهة اتصال على بطاقة المعالج موصل.
| Intel Celeron processor family        | Intel Celeron processor family | Intel Celeron processor family                                        | Intel Celeron processor family                                | Intel Celeron processor family                                 | Intel Celeron processor family                          | Intel Celeron processor family                      | Intel Celeron processor family                        | Intel Celeron processor family |
| Original Logo                         | New Logo                       | حاسوب مكتبي                                                           | حاسوب مكتبي                                                   | حاسوب مكتبي                                                    | حاسوب محمول                                             | حاسوب محمول                                         | حاسوب محمول                                           |                                |
| Original Logo                         | New Logo                       | Code-named                                                            | Core                                                          | Date released                                                  | Code-named                                              | Core                                                | Date released                                         |                                |
| ------------------------------------- | ------------------------------ | --------------------------------------------------------------------- | ------------------------------------------------------------- | -------------------------------------------------------------- | ------------------------------------------------------- | --------------------------------------------------- | ----------------------------------------------------- | ------------------------------ |
|                                       |                                | Covington Mendocino Coppermine Tualatin Willamette Northwood Conroe-L | (250 nm) (250 nm) (180 nm) (130 nm) (180 nm) (130 nm) (65 nm) | Apr 1998 Aug 1998 Mar 2000 Oct 2001 May 2002 Sep 2002 Jun 2007 | Mendocino Coppermine Tualatin Northwood Yonah-512 Merom | (250 nm) (180 nm) (130 nm) (130 nm) (65 nm) (65 nm) | Jan 1999 Feb 2000 Apr 2002 Jun 2002 Apr 2006 Jan 2007 |                                |
|                                       |                                | Prescott Cedar Mill                                                   | (90 nm) (65 nm)                                               | Jun 2004 May 2006                                              |                                                         |                                                     |                                                       |                                |
|                                       |                                |                                                                       |                                                               |                                                                | Banias Dothan Yonah Merom                               | (130 nm) (90 nm) (65 nm) (65 nm)                    | Jan 2004 Aug 2004 Apr 2006 Jan 2007                   |                                |
|                                       |                                | Allendale Wolfdale                                                    | dual (65 nm) dual (45 nm)                                     | Jan 2008 August 2009                                           | Merom Penryn                                            | dual (65 nm) dual (65 nm)                           | Jul 2008 Q3 2008                                      |                                |
| List of Intel Celeron microprocessors |                                |                                                                       |                                                               |                                                                |                                                         |                                                     |                                                       |                                |